# Camponotus alboannulatus
Camponotus alboannulatus é uma espécie de inseto do gênero Camponotus, pertencente à família Formicidae.

## Subespécies
- C. a. alboannulatus
- C. a. montanus
- C. a. nessus